# Carl Anton von Meyer
Carl Anton von Meyer, (ibland stavat Karl Anton (Andreevič) von Meyer) född 1 april 1795 i Vitebsk, död 24 februari 1855 i Sankt Petersburg, var en rysk botaniker och forskningsresande. 

## Biografi
Meyer var 1832–1850 biträde vid botaniska trädgården i Sankt Petersburg, och 1850–1855 dess föreståndare. Han företog många forskningsresor:
- 1813–1814 till Dorpat (nutida namn Tartu)
- 1818 till Krim
- 1821–1824 till Baltikum
- 1826–1827 till Altai tillsammans med Carl Friedrich von Ledebour och Alexander von Bunge
- 1829–1830 Kaukasus

Meyer var även medarbetare i Ledebours "Flora altaica" (1829 - 1834) och författare till flera viktiga arbeten över Rysslands och Kaukasiens flora.
Auktorsnamnet C.A.Mey. kan användas för Carl Anton von Meyer i samband med ett vetenskapligt namn inom botaniken; se Wikipediaartiklar som länkar till auktorsnamnet.

## Eponymer
- (Asteraceae) Meyeria DC. på förslag 1836 av Augustin Pyramus de Candolle,[6]
  - Meyeria DC. nom. illeg. (Enligt Gray Card List, en växtdatabas, sammanställd vid Harvard University, Cambridge, Massachusetts, USA)
  - Meyeria DC. (Enligt Index Kewiensis, en växtdatabas sammanställd vid Royal Botanic Gardens, Kew, England)
  - Meyeria angustifolia Gardner
  - Meyeria candolleana Gardner
  - Meyeria elongata Gardner
  - Meyeria hispida DC.
  - Meyeria hypericifolia Gardner
  - Meyeria longifolia DC.
  - Meyeria longifolia DC.
  - Meyeria microphylla Gardner
  - Meyeria myrtifolia DC.
  - Meyeria parvifolia DC.
  - Meyeria teucriifolia Gardner

- För följande Meyera (obs, stavningen utan i) är det oklart om de tillägnats Carl Anton von Meyer eller någon annan med namnet Meyer:
  - Asteraceae Meyera Schreb., ca 1791
  - Asteraceae Meyera Schreb., 1838
  - Caryophyllaceae Meyera Adans.